# Risk II
Risk II est un jeu vidéo de stratégie au tour par tour sorti en 2000 et fonctionne sur Mac OS et Windows. Le jeu est adaptation du jeu de société Risk et a été développé par Deep Red Games puis édité par Hasbro Interactive.